# Ilya Shkurin
Ilya Shkurin (tiếng Belarus: Ілля Шкурын; tiếng Nga: Илья Шкурин; sinh 17 tháng 8 năm 1999) là một cầu thủ bóng đá Belarus. Tính đến năm 2017, anh thi đấu cho Vitebsk.